# Чен Ђинг (стонотенисерка)
Чен Ђинг (кин: 陈静; 20. септембар 1968) бивша је кинеска стонотенисерка. На Летњим олимпијским играма 1988. освојила је две медаље, а касније и две за Кинески Тајпеј.